# Rhinelepis
Rhinelepis – rodzaj słodkowodnych ryb sumokształtnych z rodziny zbrojnikowatych (Loricariidae), typ nomenklatoryczny podrodziny Rhinelepinae. Spotykane w hodowlach akwariowych. 

## Występowanie
Dorzecza São Francisco, Parany i Urugwaju.

## Klasyfikacja
Gatunki zaliczane do tego rodzaju:
- Rhinelepis aspera
- Rhinelepis strigosa

Gatunkiem typowym jest Rhinelepis aspera.